# C/2013 R1 (Лавджоя)
Комета Лавджоя (C/2013 R1) — периодическая комета, которая была открыта 7 сентября 2013 года астрономом Терри Лавджоем из Австралии с использованием 0,2-метрового телескопа Шмидта — Кассегрена. Комета стала четвертой, открытой Лавджоем. Комета C/2013 R1 пересекла небесный экватор 14 октября 2013 года и стала лучшим наблюдаемым объектом Северного полушария.
К 1 ноября 2013 года комету можно было наблюдать невооруженным глазом возле звёздного скопления Ясли (М44), на полпути между Юпитером и Регулом. Стала более впечатляющей, чем комета ISON. В бинокль комета казалась зелёной и похожей на шаровое скопление.
Комета C/2013 R1 приблизилась на минимальное расстояние к Земле 19 ноября 2013 года, на дистанцию 0,3967 а. е. (59 350 000 км или 36 880 000 миль), когда достигла 4,5 видимой звездной величины. 27 ноября 2013 года комета находилась в созвездии Гончих Псов, снизу от «ручки» Большого Ковша. С 28 ноября до 4 декабря 2013 года комета находилась в созвездии Волопаса. 1 декабря 2013 года она прошла около Беты Волопаса. С 4 декабря по 12 декабря 2013 года комета находилась в созвездии Северная Корона.
С 12 декабря 2013 года по 14 января 2014 года комета находилась в созвездии Геркулеса. 14 декабря 2013 года она прошла недалеко от звезды Дзета Геркулеса. Комета достигла перигелия (ближайшее приближение к Солнцу) 22 декабря 2013 года, расстояние от Солнца составляло 0,81 а. е. (121 000 000 км или 75 000 000 миль). В перигелии элонгация кометы составляла 51 градус. К сентябрю 2014 года комета ослабела до величины 18.